# Lalo García
Gonzalo García Téllez (Valladolid, 20 de marzo de 1971 - ibídem, marzo de 2015), más conocido como Lalo García, fue un jugador de baloncesto español. Con 1,87 metros de estatura, jugaba en la posición de escolta. Fue ocho veces internacional por España.

## Trayectoria
Se formó en la cantera del Colegio de La Salle de Valladolid, fichando por el CB Valladolid en edad cadete.
En toda su carrera deportiva fue fiel a los colores del equipo de su ciudad natal, el CB Valladolid, con el que debutó en la Liga ACB con 17 años, jugando durante 13 temporadas en el equipo vallisoletano del que fue capitán.
Llegó a compartir equipo con grandes jugadores como Arvidas Sabonis, Valdemaras Homicius, Andréi Fetísov, Oscar Schmidt, Juan Antonio Corbalán o Valeri Tijonenko.
Fue el nombre de la primera Peña del club y del baloncesto en general en Valladolid. La Peña Lalo que animó durante más de 25 años al club y siguió su actividad años después de que Lalo García se retirase del baloncesto profesional.
Se retiró de la práctica activa del baloncesto al finalizar la temporada 2000-01, cuando contaba con 30 años, debido a diversas lesiones que mermaron su rendimiento los últimos años de su carrera. El 20 de marzo de 2004 el equipo retiró su camiseta con el número 5, que ya nadie volverá a lucir en el equipo pucelano.
Después de retirarse trabajaría de comercial para Fórum Filatélico, heredando la cartera de clientes que tenía su padre. Pero el 9 de mayo de 2006 la policía interviene por orden judicial Fórum Filatélico, que era el principal patrocinador del equipo (de hecho le daba el nombre), provocando que 200 000 personas perdieran su dinero en esta estafa piramidal. Entre ellos se encontraba el propio Lalo, que tenía inversiones en esta empresa y quedó arruinado. Además convenció a familiares y amigos para que también invirtieran en Fórum. Vivió en primera persona el desalojo por parte de la policía de la sede vallisoletana de la empresa. Siempre defendió que no sabía que Fórum era un fraude. Perdió la amistad de algunos por este suceso. Posteriormente todo esto le provocó una fuerte depresión.
Volvería al CB Valladolid ejerciendo de director deportivo, pero en el año 2008 el equipo, renombrado "Grupo Capitol Valladolid", acabó descendiendo a LEB por primera vez en su historia, lo que provocó la salida de Lalo del club. A partir de esa fecha y debido a su situación económica precaria, tuvo que incorporarse al mercado laboral y trabajó en una empresa de montajes deportivos, como escolta en el País Vasco (al poco de llegar ETA abandonó las armas por lo que los escoltas dejaron de ser necesarios) y finalmente a partir de diciembre de 2014 como consultor de seguros en El Corte Inglés hasta el día de su desaparición.

## Fallecimiento
El 4 de marzo de 2015 abandonó su domicilio, situado en la localidad de Arroyo de la Encomienda, para «dar un paseo», sin documentación ni teléfono móvil, vistiendo un chándal, y fue dado por desaparecido al día siguiente.
Su cadáver fue hallado en el río Pisuerga a la altura del Polideportivo Pisuerga el 31 de marzo de 2015.

## Clubes
| Club                                               | Liga                          | Temporadas |
| -------------------------------------------------- | ----------------------------- | ---------- |
| Cantera Colegio La Salle-Valladolid                | Minibasket, alevín e infantil | 1980-85    |
| Cantera Colegio Lourdes (Fórum Lourdes)-Valladolid | Cadete                        | 1985-87    |
| CB Valladolid                                      | Juvenil                       | 1987-88    |
| CB Valladolid                                      | ACB                           | 1988-01    |